# Малая шипоклювка
Ма́лая шипоклю́вка (лат. Acanthiza nana) — вид воробьинообразных птиц из семейства шипоклювковых (Acanthizidae). Распространена в Австралии. Встречается в открытых лесах, лесистых и кустарниковых местностях, в которых доминируют казуарины (Casuarina), акации (Acacia) и мелалеука (Melaleuca). Часто эту шипоклювку можно наблюдать в садах и парках.